# Aragoa cupressina
Aragoa cupressina är en grobladsväxtart som beskrevs av H.B. och K.. Aragoa cupressina ingår i släktet Aragoa och familjen grobladsväxter. Inga underarter finns listade i Catalogue of Life.